# Gun Brooke
Gun Brooke, född 1960 i Helsingborg, är en svensk författare som skriver på engelska under pseudonym.

## Biografi
I ett videoklipp på sin egen youtube-kanal berättar Brooke själv att hennes familj består av make, två hundar, en son och en dotter (båda vuxna) samt barnbarn. Hon berättar även att hon lider av sjukdomen MS (multipel skleros), vilket ibland påverkar hennes sätt att skriva, så att hon periodvis behöver använda ett taligenkänningssystem för sitt författande.
Brooke är numera bosatt norr om Göteborg. Hon arbetade tidigare som sjuksköterska på en avdelning med för tidigt födda barn vid Drottning Silvias barn- och ungdomssjukhus.

## Författarskap
I en videointervju av Carsen Taite berättar Brooke att science fiction var hennes första kärlek och att hon redan före videobandspelarens intåg spelade in ljudupptagningar av sf-serier som hon såg på tv.
Första boken (Protector of the Realm) i Brookes sf-serie Supreme Constellations handlar om Rae Jacelon, kommendör på rymdstationen Gamma VI, som stöter ihop med Kellen O’Dal, en kvinna som flyr ifrån sin hemplanet tillsammans med en ovanlig ung pojke. Oväntad attraktion uppstår kvinnorna emellan, medan de kämpar för att rädda pojkens liv. Karaktärerna Rae Jacelon och Kellen O’Dal återkommer i senare delar av serien. 
Gun Brooke är även mycket aktiv inom fan fiction, och skriver där inom Star Trek- och Djävulen bär Prada-fandoms.

### Böcker iScience fiction-serien Supreme Constellations
- 2005 – Protector of the Realm ISBN 9781933110264
- 2007 – Rebel's Quest ISBN 9781933110677
- 2008 – Warrior's Valor ISBN 9781602820203
- 2011 – Pirate's Fortune ISBN 9781602825635
- 2013 – Change Horizons: Three Novellas ISBN 9781602828810

### Böcker i Science fiction-serien Exodus
- 2014 – Advance ISBN 9781626392243
- 2015 – Pathfinder ISBN 9781626394445
- 2017 – Escape ISBN  9781626396357
- 2017 – Arrival ISBN  9781626398597
- 2019 – Treason ISBN  9781635552447

### Övriga titlar
- 2005 – Course of Action ISBN 9781933110226
- 2006 – Coffee Sonata ISBN 9781933110417
- 2007 – Sheridan's Fate ISBN 9781933110882
- 2009 – September Canvas ISBN 9781602820807
- 2010 – Fierce Overture ISBN 9781602821569
- 2012 – Speed Demons ISBN 9781602826786
- 2014 – The Blush Factor ISBN 9781602829855
- 2015 – Soul Unique ISBN 9781626391765
- 2016 – A Reluctant Enterprise ISBN 9781626395008
- 2017 –  Thorns of the Past ISBN 9781626398573
- 2018 – Wayworn Lovers ISBN  9781626399952
- 2019 – Insult to Injury ISBN 978-1-63555-323-9

## Priser och utmärkelser
Golden Crown Literary Society Award:
- Debut Author 2006 för boken Course of Action[7]
- Sci-Fi / Fantasy / Horror / Paranormal / Speculative 2006 för boken Protector of the Realm[7]
- Speculative Fiction 2007 för boken Rebels’ Quest[8]

Gun Brooke var 2007 en av finalisterna till Lambda Literary Award i kategorin Lesbian Romance.
Gun Brooke fick 2009 utmärkelsen Alice B. Medal.